# Milagro, Ecuador
Milagro este un oraș din Ecuador.